# 喬利伍德
喬利伍德（英語：Chorleywood）是英格蘭赫特福德郡三河區的一個村莊。據2011年英國人口普查，喬利伍德教區有人口11,286人。喬利伍德位於赫特福德郡的西南部，倫敦查令十字西北31.8（19.8英里），和白金漢郡接壤，是大倫敦都市區的一部分。1960年代早期，研究者在喬利伍德研發了新的麵包烘焙方法，這一烘焙法被稱為喬利伍德烘焙法，現在是英國超過80%的麵包的生產方法。